# Candace Futrell
Candace Marie Futrell (Altoona, 10 luglio 1982) è un'ex cestista statunitense, professionista nella WNBA.

## Carriera
È stata selezionata dalle Connecticut Sun al terzo giro del Draft WNBA 2004 (29ª scelta assoluta).